# Natație la Jocurile Olimpice de vară din 2020
Probele sportive de natație la Jocurile Olimpice de vară din 2020 au avut între 24 iulie și 5 august 2021 la Centrul Acvatic Olimpic din Tokyo. Cele două probe de maraton au avut loc în aer liber pe 4-5 august 2021 la Odaiba Marine Park. Cele 37 de probe sportive sunt împărțite între 18 probe feminine, 18 masculine și una de ștafetă mixt.

## Rezultate

### Feminin
| Probă sportivă | Aur | Aur                 | Argint | Argint     | Bronz | Bronz      |
| 50 m liber detalii | Emma McKeon · Australia (AUS) | 23,81 RO            | Sarah Sjöström · Suedia (SWE) | 24,07      | Pernille Blume · Danemarca (DEN) | 24,21      |
| 100 m liber detalii | Emma McKeon · Australia (AUS) | 51,96 OR, RO        | Siobhán Haughey · Hong Kong (HKG) | 52,27 AS   | Cate Campbell · Australia (AUS) | 52,52      |
| 200 m liber detalii | Ariarne Titmus · Australia (AUS) | 1:53,50 RO          | Siobhan Haughey · Hong Kong (HKG) | 1:53,92 AS | Penny Oleksiak · Canada (CAN) | 1:54,70    |
| 400 m liber detalii | Ariarne Titmus · Australia (AUS) | 3:56,69 OC          | Katie Ledecky · Statele Unite ale Americii (USA) | 3:57,36    | Li Bingjie · China (CHN) | 4:01,08 AS |
| 800 m liber detalii | Katie Ledecky · Statele Unite ale Americii (USA) | 8:12,57             | Ariarne Titmus · Australia (AUS) | 8:13,83 RO | Simona Quadarella · Italia (ITA) | 8:18,35    |
| 1500 m liber detalii | Katie Ledecky · Statele Unite ale Americii (USA) | 15:37,34            | Erica Sullivan · Statele Unite ale Americii (USA) | 15:41,41   | Sarah Köhler · Germania (GER) | 15:42,91   |
| | |                     | |            | |            |
| 100 m spate detalii | Kaylee McKeown · Australia (AUS) | 57,47 Format:OlyR   | Kylie Masse · Canada (CAN) | 57,72      | Regan Smith · Statele Unite ale Americii (USA) | 58,05      |
| 200 m spate detalii | Kaylee McKeown · Australia (AUS) | 2:04,68             | Kylie Masse · Canada (CAN) | 2:05,42    | Emily Seebohm · Australia (AUS) | 2:06,17    |
| | |                     | |            | |            |
| 100 m bras detalii | Lydia Jacoby · Statele Unite ale Americii (USA) | 1:04,95             | Tatjana Schoenmaker · Africa de Sud (RSA) | 1:05,22    | Lilly King · Statele Unite ale Americii (USA) | 1:05,54    |
| 200 m bras detalii | Tatjana Schoenmaker · Africa de Sud (RSA) | 2:18,95 RM          | Lilly King · Statele Unite ale Americii (USA) | 2:19,92    | Annie Lazor · Statele Unite ale Americii (USA) | 2:20,84    |
| | |                     | |            | |            |
| 100 m fluture detalii | Maggie MacNeil · Canada (CAN) | 55,59 AM            | Zhang Yufei · China (CHN) | 55,64      | Emma McKeon · Australia (AUS) | 55,72 OC   |
| 200 m fluture detalii | Zhang Yufei · China (CHN) | 2:03,86 RO          | Regan Smith · Statele Unite ale Americii (USA) | 2:05,30    | Hali Flickinger · Statele Unite ale Americii (USA) | 2:05,65    |
| | |                     | |            | |            |
| 200 m mixt detalii | Yui Ohashi · Japonia (JPN) | 2:08,52             | Alex Walsh · Statele Unite ale Americii (USA) | 2:08,65    | Kate Douglass · Statele Unite ale Americii (USA) | 2:09,04    |
| 400 m mixt detalii | Yui Ohashi · Japonia (JPN) | 4:32,08             | Emma Weyant · Statele Unite ale Americii (USA) | 4:32,76    | Hali Flickinger · Statele Unite ale Americii (USA) | 4:34,90    |
| | |                     | |            | |            |
| 4x100 m liber detalii | Australia (AUS) · Bronte Campbell (53,01) · Meg Harris (53,09) · Emma McKeon (51,35) · Cate Campbell (52,24) · Mollie O'Callaghan[b] · Madison Wilson[b]                      | 3:29,69             | Canada (CAN) · Kayla Sanchez (53,42) · Maggie MacNeil (53,47) · Rebecca Smith (53,63) · Penny Oleksiak (52,26) · Taylor Ruck[b]                                                               | 3:32,78    | Statele Unite ale Americii (USA) · Erika Brown (54,02) · Abbey Weitzeil (52,68) · Natalie Hinds (53,15) · Simone Manuel (52,96) · Catie DeLoof[b] · Allison Schmitt[b] · Olivia Smoliga[b]     | 3:32,81    |
| 4x200 m liber detalii | China · Yang Junxuan (1:54,37) · Tang Muhan (1:55,00) · Zhang Yufei (1:55,66) · Li Bingjie (1:55,30) · Dong Jie[b] · Zhang Yifan[b]                                           | 7:40,33 RM          | Statele Unite ale Americii · Allison Schmitt (1:56,34) · Paige Madden (1:55,25) · Katie McLaughlin (1:55,38) · Katie Ledecky (1:53,76) · Brooke Forde[b] · Bella Sims[b]                      | 7:40,73 AM | Australia · Ariarne Titmus (1:54,51) · Emma McKeon (1:55,31) · Madison Wilson (1:55,62) · Leah Neale (1:55,85) · Tamsin Cook[b] · Meg Harris[b] · Mollie O'Callaghan[b] · Brianna Throssell[b] | 7:41,29 OC |
| | |                     | |            | |            |
| 4x100 m mixt ștafetă detalii | Australia · Kaylee McKeown (58,01) · Chelsea Hodges (1:05,57) · Emma McKeon (55,91) · Cate Campbell (52,11) · Emily Seebohm[b] · Brianna Throssell[b] · Mollie O'Callaghan[b] | 3:51,60 Format:OlyR | Statele Unite ale Americii · Regan Smith (58,05) · Lydia Jacoby (1:05,03) · Torri Huske (56,16) · Abbey Weitzeil (52,49) · Rhyan White[b] · Lilly King[b] · Claire Curzan[b] · Erika Brown[b] | 3:51,73    | Canada · Kylie Masse (57,90) · Sydney Pickrem (1:07,17) · Maggie Mac Neil (55,27) · Penny Oleksiak (52,26) · Taylor Ruck[b] · Kayla Sanchez[b]                                                 | 3:52,60    |
| | |                     | |            | |            |
| 10 km maraton detalii | Ana Marcela Cunha · Brazilia (BRA) | 1:59:30,8           | Sharon van Rouwendaal · Olanda (NED) | 1:59:31,7  | Kareena Lee · Australia (AUS) | 1:59:32,5  |
| RA Record african \| AM Record american \| AS Record asiatic \| RE Record european \| OC Record al zonei Oceania \| RO Record olimpic \| RM Record mondial RN Record național\| SA Record sud-american | |                     | |            | |            |

b Înotătoare care au participat doar în calificări, dar care au primit medalii.

### Mixt
c Înotătoare care au participat doar în calificări, dar care au primiu medalii.

## Clasament pe medalii
| Loc   | Țară                       | Aur | Argint | Bronz | Total |
| ----- | -------------------------- | --- | ------ | ----- | ----- |
| 1     | Statele Unite ale Americii | 11  | 10     | 9     | 30    |
| 2     | Australia                  | 9   | 3      | 8     | 20    |
| 3     | Marea Britanie             | 4   | 3      | 1     | 8     |
| 4     | China                      | 3   | 2      | 1     | 6     |
| 5     | COR                        | 2   | 2      | 1     | 5     |
| 6     | Japonia                    | 2   | 1      | 0     | 3     |
| 7     | Canada                     | 1   | 3      | 2     | 6     |
| 8     | Ungaria                    | 1   | 2      | 0     | 3     |
| 9     | Africa de Sud              | 1   | 1      | 0     | 2     |
| 10    | Brazilia                   | 1   | 0      | 2     | 3     |
| 10    | Germania                   | 1   | 0      | 2     | 2     |
| 12    | Tunisia                    | 1   | 0      | 0     | 1     |
| 13    | Olanda                     | 0   | 3      | 0     | 3     |
| 14    | Italia                     | 0   | 2      | 5     | 7     |
| 15    | Hong Kong                  | 0   | 2      | 0     | 2     |
| 16    | Ucraina                    | 0   | 1      | 1     | 2     |
| 17    | Franța                     | 0   | 1      | 0     | 1     |
| 17    | Suedia                     | 0   | 1      | 0     | 1     |
| 19    | Elveția                    | 0   | 0      | 2     | 2     |
| 20    | Danemarca                  | 0   | 0      | 1     | 1     |
| 20    | Finlanda                   | 0   | 0      | 1     | 1     |
| Total | Total                      | 37  | 37     | 37    | 111   |